# Quercus subsericea
Quercus subsericea A.Camus – gatunek rośliny z rodziny bukowatych (Fagaceae Dumort.). Występuje naturalnie w Indonezji oraz Malezji (w stanach Perak, Pahang i Negeri Sembilan). 

## Morfologia
PokrójZimozielone drzewo dorastające do 18 m wysokości.
LiścieBlaszka liściowa ma eliptycznie lancetowaty kształt. Mierzy 5,6–11,5 cm długości oraz 2–5 cm szerokości, ma ostrokątną nasadę i ostry wierzchołek. Ogonek liściowy jest nagi i ma 17–30 mm długości.
OwoceOrzechy zwane żołędziami o jajowato stożkowym kształcie, dorastają do 15 mm średnicy. Osadzone są pojedynczo w miseczkach w kształcie kubka.

## Biologia i ekologia
Rośnie w lasach. Występuje na wysokości do 1500 m n.p.m.